# Raymond Dalmau
Raymond Dalmau Pérez (Nueva York, Nueva York, 28 de octubre de 1948) es un exjugador y entrenador de baloncesto puertorriqueño. Con 1,94 metros de estatura, jugaba en la posición de Ala-pívot.

## Trayectoria

### Entrenador
[actualizar]

## Participaciones en competiciones internacionales

### Juegos olímpicos
- México 1968 9/16
- Múnich 1972 6/16
- Montreal 1976 9/12
- Barcelona 1992 8/12, seleccionador

### Mundiales
- Uruguay 1967 12/13
- Puerto Rico 1974 7/14
- Filipinas 1978 10/14
- Argentina 1990 4/16, seleccionador

## Saga Dalmau
Forma parte de una gran familia relacionada con el baloncesto siendo el padre de una saga de hermanos baloncestistas: Richie Dalmau (1973), Christian Dalmau (1975) y Ricardo Dalmau (1977) y hermano de Steve Dalmau.

## Coliseo Raymond Dalmau
En Quebradillas un estadio lleva su nombre.